# 2017-es CONCACAF-aranykupa
A 2017-es CONCACAF-aranykupa az észak- és közép-amerikai, valamint a Karib-térség labdarúgó-válogatottjainak kiírt 14. tornája volt, melyet július 7. és 26. között rendeztek. Az esemény házigazdája az Egyesült Államok volt.
A tornát a házigazda válogatott nyerte meg, miután a döntőben legyőzték Jamaica csapatát. Az amerikaiak a 2019-es aranykupa győztesével egymérkőzéses párharcot vívnak majd a 2021-es konföderációs kupán való részvételi jogért 2019-ben a CONCACAF-kupa címén. Amennyiben az amerikai csapat a 2019-es aranykupát is megnyerte volna, akkor automatikusan indulási jogot szerzett volna a konföderációs kupára.

## Résztvevők
| Csapat                                                                       | Kvalifikáció        | Részvételek száma   |
| Észak-amerikai zóna                                                          | Észak-amerikai zóna | Észak-amerikai zóna |
| ---------------------------------------------------------------------------- | ------------------- | ------------------- |
| Egyesült Államok                                                             | Automatikus         | 14                  |
| Mexikó                                                                       | Automatikus         | 14                  |
| Kanada                                                                       | Automatikus         | 13                  |
| Közép-amerikai zóna selejtezője a 2017-es Copa Centroamericana               |                     |                     |
| Honduras                                                                     | Győztes             | 13                  |
| Panama                                                                       | Második             | 8                   |
| Salvador                                                                     | Harmadik            | 10                  |
| Costa Rica                                                                   | Negyedik            | 13                  |
| Karibi zóna selejtezője a 2017-es karibi kupa                                |                     |                     |
| Curaçao                                                                      | Győztes             | 1                   |
| Jamaica                                                                      | Második             | 10                  |
| Francia Guyana                                                               | Harmadik            | 1                   |
| Martinique                                                                   | Negyedik            | 5                   |
| A Karibi zóna és a Közép-amerikai zóna ötödik helyezettjeinek pótselejtezője |                     |                     |
| Nicaragua                                                                    | Pótselejtező        | 2                   |

## Helyszínek
2016. december 19-én jelölték ki a helyszíneket. A döntőnek helyt adó Levi's Stadion kiválasztását 2017. február 1-jén jelentették be.
| Arlington                                                                            | Cleveland                                                                         | Denver                                                                                | Frisco                                                                        | Glendale                                                                                     |
| ------------------------------------------------------------------------------------ | --------------------------------------------------------------------------------- | ------------------------------------------------------------------------------------- | ----------------------------------------------------------------------------- | -------------------------------------------------------------------------------------------- |
| AT&T Stadion                                                                         | FirstEnergy Stadion                                                               | Sports Authority Field                                                                | Toyota Stadion                                                                | Phoenixi Egyetem Stadion                                                                     |
| é. sz. 32° 44′ 52″, ny. h. 97° 05′ 34″32.747778°N 97.092778°WAT&T Stadion            | é. sz. 41° 30′ 22″, ny. h. 81° 41′ 58″41.506111°N 81.699444°WFirstEnergy Stadium  | é. sz. 39° 44′ 38″, ny. h. 105° 01′ 12″39.743889°N 105.020000°WSports Authority Field | é. sz. 33° 09′ 16″, ny. h. 96° 50′ 07″33.154444°N 96.835278°WToyota Stadium   | é. sz. 33° 31′ 39″, ny. h. 112° 15′ 45″33.527500°N 112.262500°WUniversity of Phoenix Stadium |
| Befogadóképesség: 100 000                                                            | Befogadóképesség: 67 431                                                          | Befogadóképesség: 76 125                                                              | Befogadóképesség: 16 000                                                      | Befogadóképesség: 63 400                                                                     |
|                                                                                      |                                                                                   |                                                                                       |                                                                               |                                                                                              |
| Harrison                                                                             |                                                                                   |                                                                                       |                                                                               | Houston                                                                                      |
| Red Bull Aréna                                                                       | BBVA Compass Stadion                                                              |                                                                                       |                                                                               |                                                                                              |
| é. sz. 40° 44′ 12″, ny. h. 74° 09′ 01″40.736667°N 74.150278°WRed Bull Arena          | é. sz. 29° 45′ 08″, ny. h. 95° 21′ 09″29.752222°N 95.352500°WBBVA Compass Stadium |                                                                                       |                                                                               |                                                                                              |
| Befogadóképesség: 25 000                                                             | Befogadóképesség: 22 000                                                          |                                                                                       |                                                                               |                                                                                              |
|                                                                                      |                                                                                   |                                                                                       |                                                                               |                                                                                              |
| Nashville                                                                            | Pasadena                                                                          |                                                                                       |                                                                               |                                                                                              |
| Nissan Stadion                                                                       | Rose Bowl                                                                         |                                                                                       |                                                                               |                                                                                              |
| é. sz. 36° 09′ 59″, ny. h. 86° 46′ 17″36.166389°N 86.771389°WNissan Stadium          | é. sz. 34° 09′ 41″, ny. h. 118° 10′ 03″34.161389°N 118.167500°WRose Bowl          |                                                                                       |                                                                               |                                                                                              |
| Befogadóképesség: 69 000                                                             | Befogadóképesség: 90 000                                                          |                                                                                       |                                                                               |                                                                                              |
|                                                                                      |                                                                                   |                                                                                       |                                                                               |                                                                                              |
| Philadelphia                                                                         | San Antonio                                                                       | San Diego                                                                             | Santa Clara                                                                   | Tampa                                                                                        |
| Lincoln Financial Field                                                              | Alamodome                                                                         | Qualcomm Stadion                                                                      | Levi's Stadion                                                                | Raymond James Stadion                                                                        |
| é. sz. 39° 54′ 03″, ny. h. 75° 10′ 03″39.900833°N 75.167500°WLincoln Financial Field | é. sz. 29° 25′ 01″, ny. h. 98° 28′ 44″29.416944°N 98.478889°WAlamodome            | é. sz. 32° 46′ 59″, ny. h. 117° 07′ 10″32.783056°N 117.119444°WQualcomm Stadium       | é. sz. 37° 24′ 11″, ny. h. 121° 58′ 12″37.403056°N 121.970000°WLevi's Stadium | é. sz. 27° 58′ 33″, ny. h. 82° 30′ 12″27.975833°N 82.503333°WRaymond James Stadium           |
| Befogadóképesség: 69 596                                                             | Befogadóképesség: 65 000                                                          | Befogadóképesség: 70 561                                                              | Befogadóképesség: 68 500                                                      | Befogadóképesség: 65 890                                                                     |
|                                                                                      |                                                                                   |                                                                                       |                                                                               |                                                                                              |

## Sorsolás
Az Egyesült Államokat és Mexikót 2016. december 19-én jelentették be mint a B és C csoportok kiemelt csapatait. Honduras válogatottja, mint a Copa Centroamericana győztese, csak 2017-ben csatlakozott a rendező és a címvédő ország nemzeti csapatához.
A csoportok sorsolását és a mérkőzések menetrendjét a Levi’s Stadionban sorsolták 2017. március 7-én. Ekkor a 12 részt vevő csapatból 11 volt ismert, a pótselejtező végeredménye csak később vált ismertté.
| Kiemelt csapatok |                  |
| A csoport        | Honduras         |
| B csoport        | Egyesült Államok |
| C csoport        | Mexikó           |

## Csoportkör
A sorrendet a következő pontok alapján állapították meg:
1. több szerzett pont az összes csoportmérkőzésen
2. jobb gólkülönbség az összes csoportmérkőzésen
3. több szerzett gól az összes csoportmérkőzésen
4. több szerzett pont az azonosan álló csapatok között lejátszott mérkőzéseken
5. sorsolás

Az időpontok a keleti parti idő, zárójelben magyar idő szerint értendők.

### A csoport
| Hely. | Csapat         | M | Gy | D | V | G+ | G– | Gk | P | Továbbjutás                       |
| ----- | -------------- | - | -- | - | - | -- | -- | -- | - | --------------------------------- |
| 1.    | Costa Rica     | 3 | 2  | 1 | 0 | 5  | 1  | +4 | 7 | Egyenes kieséses szakaszba jutott |
| 2.    | Kanada         | 3 | 1  | 2 | 0 | 5  | 3  | +2 | 5 | Egyenes kieséses szakaszba jutott |
| 3.    | Honduras       | 3 | 1  | 1 | 1 | 3  | 1  | +2 | 4 | Egyenes kieséses szakaszba jutott |
| 4.    | Francia Guyana | 3 | 0  | 0 | 3 | 2  | 10 | −8 | 0 |                                   |

| 2017. július 7. 19:00 (1:00) |

| Francia Guyana         | 2–4               | Kanada                                   |
| ---------------------- | ----------------- | ---------------------------------------- |
| Contout 69' Privat 71' | (0–2) Jegyzőkönyv | Jaković 28' Arfield 45+2' Davies 60' 85' |

| Red Bull Arena, Harrison Nézőszám: 25 817 Játékvezető: John Pitti (panamai) |

| 2017. július 7. 21:00 (3:00) |

| Honduras | 0–1               | Costa Rica |
| -------- | ----------------- | ---------- |
|          | (0–1) Jegyzőkönyv | Ureña 39'  |

| Red Bull Arena, Harrison Nézőszám: 25 817 Játékvezető: Walter López (guatemalai) |

| 2017. július 11. 19:30 (1:30) |

| Costa Rica | 1–1               | Kanada     |
| ---------- | ----------------- | ---------- |
| Calvo 42'  | (1–1) Jegyzőkönyv | Davies 26' |

| BBVA Compass Stadium, Houston Játékvezető: Mark Geiger (amerikai) |

| 2017. július 11. 22:00 (4:00) |

| Honduras | 3–0 (megállapított) | Francia Guyana |
| -------- | ------------------- | -------------- |
|          | Jegyzőkönyv         |                |

| BBVA Compass Stadium, Houston Játékvezető: Yadel Martínez (kubai) |

A Honduras–Francia Guyana mérkőzés 0–0-s döntetlenre végződött, de a CONCACAF július 14-én úgy döntött, hogy a Francia guyanai Florent Malouda jogosulatlan szerepeltetése miatt 3–0 arányban Honduras javára számolja el a mérkőzést.
| 2017. július 14. 19:30 (1:30) |

| Costa Rica                           | 3–0               | Francia Guyana |
| ------------------------------------ | ----------------- | -------------- |
| Rodríguez 4' Wallace 79' Ramírez 83' | (1–0) Jegyzőkönyv |                |

| Toyota Stadium, Frisco Játékvezető: César Arturo Ramos (mexikói) |

| 2017. július 14. 22:00 (4:00) |

| Kanada | 0–0         | Honduras |
| ------ | ----------- | -------- |
|        | Jegyzőkönyv |          |

| Toyota Stadium, Frisco Játékvezető: Joel Aguilar (salvadori) |

### B csoport
| Hely. | Csapat               | M | Gy | D | V | G+ | G– | Gk | P | Továbbjutás                       |
| ----- | -------------------- | - | -- | - | - | -- | -- | -- | - | --------------------------------- |
| 1.    | Egyesült Államok (R) | 3 | 2  | 1 | 0 | 7  | 3  | +4 | 7 | Egyenes kieséses szakaszba jutott |
| 2.    | Panama               | 3 | 2  | 1 | 0 | 6  | 2  | +4 | 7 | Egyenes kieséses szakaszba jutott |
| 3.    | Martinique           | 3 | 1  | 0 | 2 | 4  | 6  | −2 | 3 |                                   |
| 4.    | Nicaragua            | 3 | 0  | 0 | 3 | 1  | 7  | −6 | 0 |                                   |

| 2017. július 8. 16:30 (22:30) |

| Egyesült Államok | 1–1               | Panama      |
| ---------------- | ----------------- | ----------- |
| Dwyer 50'        | (0–0) Jegyzőkönyv | Camargo 60' |

| Nissan Stadium, Nashville Nézőszám: 47 622 Játékvezető: Fernando Guerrero (mexikói) |

| 2017. július 8. 19:00 (1:00) |

| Martinique               | 2–0               | Nicaragua |
| ------------------------ | ----------------- | --------- |
| Parsemain 35' Langil 66' | (1–0) Jegyzőkönyv |           |

| Nissan Stadium, Nashville Nézőszám: 5515 Játékvezető: Kimbell Ward (Saint Kitts és Nevis-i) |

| 2017. július 12. 18:30 (0:30) |

| Panama              | 2–1               | Nicaragua     |
| ------------------- | ----------------- | ------------- |
| Díaz 50' Torres 57' | (0–0) Jegyzőkönyv | Chavarría 49' |

| Raymond James Stadium, Tampa Játékvezető: Drew Fischer (kanadai) |

| 2017. július 12. 20:30 (2:30) |

| Egyesült Államok            | 3–2               | Martinique        |
| --------------------------- | ----------------- | ----------------- |
| Gonzalez 54' Morris 64' 76' | (0–0) Jegyzőkönyv | Parsemain 66' 75' |

| Raymond James Stadium, Tampa Játékvezető: Henry Bejarano (Costa Rica-i) |

| 2017. július 15. 16:30 (22:30) |

| Panama                            | 3–0         | Martinique |
| --------------------------------- | ----------- | ---------- |
| Murillo 44' Arroyo 60' Torres 67' | Jegyzőkönyv |            |

| FirstEnergy Stadium, Cleveland Játékvezető: Roberto García Orozco (mexikói) |

| 2017. július 15. 19:00 (1:00) |

| Nicaragua | 0–3               | Egyesült Államok               |
| --------- | ----------------- | ------------------------------ |
|           | (0–1) Jegyzőkönyv | Corona 36' Rowe 56' Miazga 88' |

| FirstEnergy Stadium, Cleveland Játékvezető: Melvin Matamoros (hondurasi) |

### C csoport
| Hely. | Csapat   | M | Gy | D | V | G+ | G– | Gk | P | Továbbjutás                       |
| ----- | -------- | - | -- | - | - | -- | -- | -- | - | --------------------------------- |
| 1.    | Mexikó   | 3 | 2  | 1 | 0 | 5  | 1  | +4 | 7 | Egyenes kieséses szakaszba jutott |
| 2.    | Jamaica  | 3 | 1  | 2 | 0 | 3  | 1  | +2 | 5 | Egyenes kieséses szakaszba jutott |
| 3.    | Salvador | 3 | 1  | 1 | 1 | 4  | 4  | 0  | 4 | Egyenes kieséses szakaszba jutott |
| 4.    | Curaçao  | 3 | 0  | 0 | 3 | 0  | 6  | −6 | 0 |                                   |

| 2017. július 9. 19:00 (1:00) |

| Curaçao | 0–2               | Jamaica                   |
| ------- | ----------------- | ------------------------- |
|         | (0–0) Jegyzőkönyv | Williams 58' Mattocks 73' |

| Qualcomm Stadium, San Diego Játékvezető: Armando Villarreal (amerikai) |

| 2017. július 9. 21:00 (3:00) |

| Mexikó                            | 3–1               | Salvador    |
| --------------------------------- | ----------------- | ----------- |
| Marín 8' Hernández 29' Pineda 55' | (2–1) Jegyzőkönyv | Bonilla 10' |

| Qualcomm Stadium, San Diego Nézőszám: 53 133 Játékvezető: Óscar Moncada (hondurasi) |

| 2017. július 13. 20:00 (2:00) |

| Salvador             | 2–0               | Curaçao |
| -------------------- | ----------------- | ------- |
| Mayen 21' Zelaya 24' | (2–0) Jegyzőkönyv |         |

| Sports Authority Field, Denver Játékvezető: Héctor Rodríguez (hondurasi) |

| 2017. július 13. 22:00 (4:00) |

| Mexikó | 0–0         | Jamaica |
| ------ | ----------- | ------- |
|        | Jegyzőkönyv |         |

| Sports Authority Field, Denver |

| 2017. július 16. 18:00 (0:00) |

| Jamaica                 | 1–1               | Salvador    |
| ----------------------- | ----------------- | ----------- |
| Mattocks 64' (11-esből) | (0–1) Jegyzőkönyv | Bonilla 15' |

| Alamodome, San Antonio Játékvezető: Jair Marrufo (amerikai) |

| 2017. július 16. 20:00 (2:00) |

| Curaçao | 0–2               | Mexikó                      |
| ------- | ----------------- | --------------------------- |
|         | (0–1) Jegyzőkönyv | Sepúlveda 22' Álvarez 90+1' |

| Alamodome, San Antonio Játékvezető: Kimbell Ward |

### Harmadik helyezett csapatok sorrendje
| Hely. | Cs | Csapat     | M | Gy | D | V | G+ | G– | Gk | P | Továbbjutás                       |
| ----- | -- | ---------- | - | -- | - | - | -- | -- | -- | - | --------------------------------- |
| 1.    | A  | Honduras   | 3 | 1  | 1 | 1 | 3  | 1  | +2 | 4 | Egyenes kieséses szakaszba jutott |
| 2.    | C  | Salvador   | 3 | 1  | 1 | 1 | 4  | 4  | 0  | 4 | Egyenes kieséses szakaszba jutott |
| 3.    | B  | Martinique | 3 | 1  | 0 | 2 | 4  | 6  | −2 | 3 |                                   |

## Egyenes kieséses szakasz
|  |              |                  |                  |                  |   |                  |                  |           |  |  |       |       |       |
|  | Negyeddöntők | Negyeddöntők     | Negyeddöntők     |                  |   | Elődöntők        | Elődöntők        | Elődöntők |  |  | Döntő | Döntő | Döntő |
|  | Negyeddöntők | Negyeddöntők     | Negyeddöntők     |                  |   | Elődöntők        | Elődöntők        | Elődöntők |  |  | Döntő | Döntő | Döntő |
|  | július 19.   |                  |                  |                  |   |                  |                  |           |  |  |       |       |       |
|  |              |                  |                  |                  |   |                  |                  |           |  |  |       |       |       |
|  | A1           | Costa Rica       | 1                |                  |   |                  |                  |           |  |  |       |       |       |
|  | A1           | Costa Rica       | 1                | július 22.       |   |                  |                  |           |  |  |       |       |       |
|  | B2           | Panama           | 0                |                  |   |                  |                  |           |  |  |       |       |       |
|  | B2           | Panama           | 0                |                  |   | Costa Rica       | Costa Rica       | 0         |  |  |       |       |       |
|  | július 19.   |                  |                  |                  |   | Costa Rica       | Costa Rica       | 0         |  |  |       |       |       |
|  |              |                  | Egyesült Államok | Egyesült Államok | 2 |                  |                  |           |  |  |       |       |       |
|  | B1           | Egyesült Államok | Egyesült Államok | Egyesült Államok | 2 | 2                |                  |           |  |  |       |       |       |
|  | B1           | Egyesült Államok |                  |                  |   | 2                | július 26.       |           |  |  |       |       |       |
|  | AC3          | Salvador         | 0                |                  |   |                  |                  |           |  |  |       |       |       |
|  | AC3          | Salvador         | 0                |                  |   | Egyesült Államok | Egyesült Államok | 2         |  |  |       |       |       |
|  | július 20.   |                  |                  |                  |   | Egyesült Államok | Egyesült Államok | 2         |  |  |       |       |       |
|  |              |                  | Jamaica          | Jamaica          | 1 |                  |                  |           |  |  |       |       |       |
|  | C1           | Mexikó'          | Jamaica          | Jamaica          | 1 | 1                |                  |           |  |  |       |       |       |
|  | C1           | Mexikó'          | július 23.       |                  |   | 1                |                  |           |  |  |       |       |       |
|  | AB3          | Honduras         | 0                |                  |   |                  |                  |           |  |  |       |       |       |
|  | AB3          | Honduras         | 0                |                  |   | Mexikó           | Mexikó           | 0         |  |  |       |       |       |
|  | július 20.   |                  |                  |                  |   | Mexikó           | Mexikó           | 0         |  |  |       |       |       |
|  |              |                  | Jamaica          | Jamaica          | 1 |                  |                  |           |  |  |       |       |       |
|  | C2           | Jamaica          | Jamaica          | Jamaica          | 1 | 2                |                  |           |  |  |       |       |       |
|  | C2           | Jamaica          |                  |                  |   |                  |                  |           |  |  |       |       |       |
|  | A2           | Kanada           | 1                |                  |   |                  |                  |           |  |  |       |       |       |
|  | A2           | Kanada           | 1                |                  |   |                  |                  |           |  |  |       |       |       |
|  |              |                  |                  |                  |   |                  |                  |           |  |  |       |       |       |

### Negyeddöntők
| 2017. július 19. 18:00 (0:00) |

| Costa Rica        | 1–0               | Panama |
| ----------------- | ----------------- | ------ |
| Godoy 77' (öngól) | (0–0) Jegyzőkönyv |        |

| Lincoln Financial Field, Philadelphia Játékvezető: Óscar Moncada (hondurasi) |

| 2017. július 19. 21:00 (3:00) |

| Egyesült Államok             | 2–0               | Salvador |
| ---------------------------- | ----------------- | -------- |
| O. Gonzalez 41' Lichaj 45+2' | (2–0) Jegyzőkönyv |          |

| Lincoln Financial Field, Philadelphia Játékvezető: Drew Fischer (kanadai) |

| 2017. július 20. 19:30 (1:30) |

| Mexikó        | 1–0               | Honduras |
| ------------- | ----------------- | -------- |
| R. Pizarro 4' | (1–0) Jegyzőkönyv |          |

| University of Phoenix Stadium, Glendale Játékvezető: Walter López Castellanos (guatemalai) |

| 2017. július 20. 22:00 (4:00) |

| Jamaica                 | 2–1               | Kanada      |
| ----------------------- | ----------------- | ----------- |
| Francis 6' Williams 50' | (1–0) Jegyzőkönyv | Hoilett 61' |

| University of Phoenix Stadium, Glendale Játékvezető: Ricardo Monteiro (Costa Rica-i) |

### Elődöntők
| 2017. július 22. 21:30 (3:30) |

| Costa Rica | 0–2               | Egyesült Államok         |
| ---------- | ----------------- | ------------------------ |
|            | (0–0) Jegyzőkönyv | Altidore 72' Dempsey 82' |

| AT&T Stadion, Arlington Játékvezető: Joel Aguilar (salvadori) |

| 2017. július 23. 20:30 (2:30) |

| Mexikó | 0–1               | Jamaica      |
| ------ | ----------------- | ------------ |
|        | (0–0) Jegyzőkönyv | Lawrence 88' |

| Rose Bowl, Pasadena Játékvezető: John Pitti (panamai) |

### Döntő
| 2017. július 26. 21:30 (3:30) |

| Egyesült Államok        | 2–1               | Jamaica    |
| ----------------------- | ----------------- | ---------- |
| Altidore 45' Morris 88' | (1–0) Jegyzőkönyv | Watson 50' |

| Levi's Stadium, Santa Clara Nézőszám: 63032 Játékvezető: Walter López Castellanos (guetamalai) |

| A 2017-es CONCACAF-aranykupa győztese |
| ------------------------------------- |
| · Egyesült Államok · 6. cím           |

## Gólszerzők
3 gól
- Alphonso Davies
- Kévin Parsemain
- Jordan Morris

2 gól
- Nelson Bonilla
- Darren Mattocks
- Romario Williams
- Gabriel Torres
- Omar Gonzalez
- Jozy Altidore

1 gól
- Scott Arfield
- Junior Hoilett
- Dejan Jakovic
- Francisco Calvo
- David Ramírez
- Ariel Francisco Rodríguez
- Marco Ureña
- Rodney Wallace
- Gerson Mayen
- Rodolfo Zelaya
- Roy Contout
- Sloan Privat
- Shaun Francis
- Kemar Lawrence
- Je-Vaughn Watson
- Steeven Langil
- Edson Álvarez
- Elías Hernández
- Hedgardo Marín
- Orbelín Pineda
- Rodolfo Pizarro
- Ángel Sepúlveda
- Carlos Chavarría
- Abdiel Arroyo
- Miguel Camargo
- Ismael Díaz
- Michael Amir Murillo
- Joe Corona
- Clint Dempsey
- Dom Dwyer
- Eric Lichaj
- Matt Miazga
- Kelyn Rowe

öngól
- Aníbal Godoy (Costa Rica ellen)